# Сарнецкий, Зыгмунт
Зыгмунт Сарнецкий (20 ноября 1837, Холюдки, Подолье — 9 января 1922, Краков) — российский и польский драматург, писатель и театральный деятель, переводчик, театральный критик и журналист; на протяжении своей жизни жил сначала в России, затем в Германии и Австро-Венгрии. Ряд своих произведений написал под псевдонимами — Orgon, W. Ślepowron и другими.
Был сыном капитана наполеоновской армии. С детства говорил на двух языках. В 10-летнем возрасте поступил в частную школу для детей знати в Одессе. Затем учился в реальной гимназии в Варшаве (в 1852—1858 годах). В 19-летнем возрасте начал сотрудничать с изданием «Gazetą Codzienną», в 1859 году от её редакции отправился в поездку по Франции и Италии. В Париже посещал лекции по литературе и истории в Сорбонне. После возвращения домой в 1862 году женился на Ванде Долиньской, брак с которой принёс ему имение Быхава, где он поселился. После потери Быхавы из-за долгов в 1869 году совместно с Юзефом Текслем основал в Люблине театр, директором которого он был со 2 мая по 22 июля 1872 года. Затем арендовал польский театр в Познани (в 1872—1873 годах), где поставил порядка 70 премьер. В 1877 году основал в Варшаве газету «Echo». С 1888 года издавал в Кракове, куда переехал, иллюстрированный журнал «Swiat». Скончался в доме для престарелых в Кракове (уже в независимой Польше), был похоронен в этом городе на Раковицком кладбище.
Первые драматические произведения его авторства — «Zemsa pam hrabiny», «Febris aurea» «Kalecy», «Bezinteresowni» — согласно ЭСБЕ, носили «на себе следы сильного влияния новейшей франц. комедии». Более поздние произведения: «Dworacy niedoli» (1876), «Urocze oczy» (1893), «Harde duszy» (переделка повести Ожешко «Bene nati», (1895) и «Szklanna góra» (1897); в последнем отмечалось вероятное подражание Гауптману. Согласно оценке ЭСБЕ, «драматические произведения Сарнецкого сценичны и не лишены литературных достоинств, но действующие лица выражаются совершенно одинаковым языком и не имеют яркой индивидуальной окраски». Кроме того, его авторству принадлежит ряд рассказов, вышедших сборниками: «Róźni ludzle» (Краков, 1883), «Owale i profile» (Львов, 1884), «Nowele» (Варшава, 1888); отдельно изданы повести: «Złote serce» (Краков, 1885), «Na ruinach» (1890), «Czwarta dusza» (1914). Кроме того, написал работу по истории французской литературы и перевёл с французского ряд пьес современных ему французских драматургов и двух комедий Мольера.